# GMA Network
GMA Network, Inc. of GMA is een Filipijns mediabedrijf met het hoofdkantoor in Quezon City. Het werd in 1950 opgericht door Robert "Uncle Bob" Stewart.
Het bedrijf exploiteert verschillende radio- en televisienetwerken in de Filippijnen, waaronder GMA Channel 7, GTV Channel 27, Super Radyo DZBB 594 en Barangay LS 97.1.